# Mas Morell
El Mas Morell és una obra de Llambilles (Gironès) inclosa a l'Inventari del Patrimoni Arquitectònic de Catalunya.

## Descripció
És una masia originàriament de planta rectangular, estructurada en tres crugies i accés central i amb successives ampliacions laterals i posteriors. Parets de pedra morterada i façanes arrebossades i pintades, deixant a la vista els carreus de les cantonades i els que emmarquen les obertures. La coberta és feta amb teules a dues vessants, i ràfec de filera doble format per una filera de rajols en punta de diamant i per una altra de rajols plans. La llinda de la porta principal i les de les finestres són fetes amb una sola peça de pedra. La finestra central i la del costat esquerre del pis, tenen l'ampit amb el trencaaigües motllurat.

## Història
En una placa col·locada a la façana hi ha la inscripció "Veïnat de Sant Cristobal". A la llinda de la porta hi ha una llegenda il·legible i un dibuix. Actualment la casa és buida, només s'utilitza parcialment per magatzem d'eines del camp. Les terres són cultivades.